# Walter E. Johnston III
Walter Eugene Johnston III (Winston-Salem, Carolina del Norte; 3 de marzo de 1936 - San Petersburgo, Florida; 28 de marzo de 2018), usualmente conocido como Gene Johnston, fue un abogado y político estadounidense, perteneciente al Partido Republicano. Se desempeñó como miembro de la Cámara de Representantes de los Estados Unidos entre 1981 y 1983.

## Educación y formación
Johnston se graduó de la Academia Militar de Georgia en 1953 y luego se inscribió como estudiante en la Universidad Duke durante un año antes de ingresar en las fuerzas armadas. Sirvió en el Ejército de los Estados Unidos entre 1954 y 1957. Ingresó en la Universidad de Wake Forest, donde obtuvo un título en contabilidad y luego un Juris Doctor. Fue admitido en el colegio de abogados de Carolina del Norte en 1961 y comenzó a ejercer en Greensboro. Johnston ejerció la abogacía fiscal de 1967 a 1980.
En 1992 fue nombrado miembro de la Junta de la Autoridad Aeroportuaria de Piedmont Triad y posteriormente fue elegido su presidente. En 1996, la autoridad reclutó con éxito una instalación y un centro de clasificación de Federal Express.

## Carrera política
Johnston fue electo para el 97.º Congreso en las elecciones de 1980, derrotando al titular de doce años Richardson Preyer por un estrecho margen de 4.000 votos. Sin embargo, fracasó buscando su reelección en 1982, perdiendo su candidatura contra Robin Britt. Johnston se desempeñó como presidente de Carolina del Norte para el Comité de reelección Reagan/Bush en 1984 y como delegado de la Convención Nacional Republicana. En 1985, el gobernador James Martin lo nombró miembro de la Comisión Asesora de Presupuesto del Estado de Carolina del Norte.
Johnston fracasó en la elección de 1992 para la nominación republicana al Senado de los Estados Unidos. Finalmente se retiró de la política y se radicó en Greensboro y San Petersburgo, Florida.